# Kubok Ukraïny 2015-2016
La Kubok Ukraïny 2015-2016 (in ucraino Кубок України?) è la 25ª edizione della Coppa d'Ucraina. La competizione è iniziata il 22 luglio 2015 ed è terminata il 21 maggio 2016.

## Primo turno
| Squadra 1                  | Risultato       | Squadra 2         |
| -------------------------- | --------------- | ----------------- |
| 22 luglio 2015             |                 |                   |
| Arsenal Bila Cerkva        | 0 – 2           | Obolon'-Brovar    |
| Arsenal Kiev               | 1 – 0           | Veres Rivne       |
| Kremin' Kremenčuk          | 0 – 4           | Čerkas'kyj Dnipro |
| Real Farma Odessa          | 0 – 0 (4–5 dcr) | Krystal Cherson   |
| Nikopol-NPHU               | 1 – 3           | Ternopil'         |
| Naftovyk–Ukrnafta Ochtyrka | 3 – 1           | Nyva Ternopil'    |
| Kolos Kovalivka            | 1 – 3           | Sumy              |
| Avanhard Kramators'k       | 2 – 1           | Poltava           |
| Bukovyna Černivci          | 0 – 0 (4–5 dcr) | Mykolaïv          |
| Demnja                     | 1 – 2 (dts)     | Inhulec'          |
| Myr                        | 6 – 0           | Barsa Sumy        |
| Balkany Zorja              | 2 – 1           | Skala Stryj       |
| Enerhija Nova Kachovka     | 0 – 4           | Hirnyk Kryvyj Rih |

## Sedicesimi di finale
| Squadra 1                  | Risultato          | Squadra 2              |
| -------------------------- | ------------------ | ---------------------- |
| 21 agosto 2015             |                    |                        |
| Čerkas'kyj Dnipro          | 1 – 3              | Stal' Dniprodzeržyns'k |
| 22 agosto 2015             |                    |                        |
| Mykolaïv                   | 2 – 1              | Metalist               |
| Zirka                      | 1 – 1 (5–4 d.c.r.) | Karpaty                |
| Desna Černihiv             | 1 – 1 (2–4 d.c.r.) | Vorskla                |
| Balkany Zorja              | 0 – 1              | Dnipro                 |
| Myr                        | 0 – 2              | Čornomorec'            |
| Ternopil'                  | 3 – 1              | Metalurh Zaporižžja    |
| Arsenal Kiev               | 0 – 3              | Šachtar                |
| Sumy                       | 0 – 1              | Obolon'-Brovar         |
| Avanhard Kramators'k       | 1 – 3              | Oleksandrija           |
| Hirnyk Kryvyj Rih          | 3 – 0              | Illičivec'             |
| Helios Charkiv             | 1 – 0              | Hoverla                |
| Naftovyk–Ukrnafta Ochtyrka | 0 – 2              | Olimpik Donec'k        |
| Hirnyk-Sport               | 0 – 6              | Dinamo Kiev            |
| Inhulec'                   | 0 – 2              | Volyn'                 |
| 23 agosto 2015             |                    |                        |
| Krystal Kherson            | 0 – 5              | Zorja                  |

## Ottavi di finale
Gli ottavi di finale si sono disputati in gare di andata (23 settembre) e ritorno (28 ottobre).
| Squadra 1         | Totale | Squadra 2              | Andata | Ritorno |
| ----------------- | ------ | ---------------------- | ------ | ------- |
| Mykolaïv          | 0 – 7  | Volyn'                 | 0 – 2  | 0 – 5   |
| Čornomorec'       | 0 – 1  | Vorskla                | 0 – 1  | 0 – 0   |
| Helios Charkiv    | 1 – 5  | Zorja                  | 0 – 2  | 1 – 3   |
| Ternopil'         | 0 – 9  | Šachtar                | 0 – 5  | 0 – 4   |
| Zirka             | 1 – 3  | Oleksandrija           | 1 – 1  | 0 – 2   |
| Hirnyk Kryvyj Rih | 2 – 3  | Stal' Dniprodzeržyns'k | 1 – 1  | 1 – 2   |
| Obolon'-Brovar    | 0 – 7  | Dinamo Kiev            | 0 – 2  | 0 – 5   |
| Olimpik Donec'k   | 2 – 5  | Dnipro                 | 0 – 2  | 2 – 3   |

## Quarti di finale
I quarti di finale si sono disputati in gare di andata (1 e 2 marzo) e ritorno (27 marzo e 6 aprile).
| Squadra 1              | Totale | Squadra 2   | Andata | Ritorno |
| ---------------------- | ------ | ----------- | ------ | ------- |
| Vorskla                | 2 – 5  | Šachtar     | 0 – 4  | 2 – 1   |
| Oleksandrija           | 2 – 1  | Dinamo Kiev | 1 – 1  | 1 – 0   |
| Volyn'                 | 1 – 6  | Zorja       | 1 – 1  | 0 – 5   |
| Stal' Dniprodzeržyns'k | 1 – 7  | Dnipro      | 0 – 3  | 1 – 4   |

## Semifinali
Le semifinali si sono disputate in gare di andata (20 aprile) e ritorno (11 maggio).
| Squadra 1    | Totale | Squadra 2 | Andata | Ritorno |
| ------------ | ------ | --------- | ------ | ------- |
| Oleksandrija | 1 – 3  | Šachtar   | 1 – 1  | 0 – 2   |
| Dnipro       | 1 – 2  | Zorja     | 1 – 0  | 0 – 2   |

## Finale
| Arbitro: | Aranovs'kyj (Kiev) |

|  |           |                  |
|  | Marcatori | 42’, 57’ Hladkyj |

| Zorja | Šachtar |

| P              | 30 | Mykyta Ševčenko      |     |     |
| D              | 39 | Jevhen Opanasenko    |     | 64’ |
| D              | 3  | Michail Sivakoŭ      | 64’ |     |
| D              | 12 | Rafael               | 12’ |     |
| D              | 6  | Mykyta Kamenjuka (c) |     |     |
| C              | 4  | Ihor Čajkovs'kyj     | 64’ |     |
| C              | 5  | Artem Hordijenko     |     | 57’ |
| C              | 20 | Oleksandr Karavajev  |     |     |
| C              | 22 | Željko Ljubenović    |     |     |
| C              | 34 | Ivan Petrjak         |     | 46’ |
| A              | 28 | Pylyp Budkivs'kyj    |     |     |
| Sostituti:     |    |                      |     |     |
| P              | 91 | Ihor Levčenko        |     |     |
| D              | 2  | Artem Suchoc'kyj     |     |     |
| D              | 16 | Hryhorij Jarmaš      | 70’ | 64’ |
| C              | 24 | Dmytro Hrečyškin     |     |     |
| C              | 29 | Andrij Totovyc'kyj   |     | 46’ |
| A              | 10 | Jaba Lipartia        |     | 57’ |
| A              | 11 | Paulinho             |     |     |
| Allenatore:    |    |                      |     |     |
| Jurij Vernydub |    |                      |     |     |

| P              | 32 | Anton Kaniboloc'kyj |  |     |
| D              | 33 | Darijo Srna (c)     |  |     |
| D              | 5  | Oleksandr Kučer     |  |     |
| D              | 44 | Jaroslav Rakyc'kyj  |  |     |
| D              | 31 | Ismaily             |  |     |
| C              | 6  | Taras Stepanenko    |  |     |
| C              | 17 | Maksym Malyšev      |  |     |
| C              | 11 | Marlos              |  |     |
| C              | 28 | Taison              |  | 81’ |
| C              | 74 | Viktor Kovalenko    |  | 59’ |
| A              | 21 | Oleksandr Hladkyj   |  | 74’ |
| Sostituti:     |    |                     |  |     |
| P              | 30 | Andrij Pjatov       |  |     |
| D              | 18 | Ivan Ordec'         |  |     |
| D              | 38 | Serhij Kryvcov      |  |     |
| C              | 7  | Wellington Nem      |  | 74’ |
| C              | 58 | Andrij Korobenko    |  |     |
| A              | 19 | Facundo Ferreyra    |  | 81’ |
| A              | 22 | Eduardo             |  | 59’ |
| Allenatore:    |    |                     |  |     |
| Mircea Lucescu |    |                     |  |     |

## Statistiche
- Miglior attacco: Šachtar (22)
- Partita con più reti: Myr – Barsa Sumy 6 – 0, Hirnyk-Sport – Dinamo Kiev 0 – 6 (6)
- Partita con maggiore scarto di reti: Myr – Barsa Sumy 6 – 0, Hirnyk-Sport Komsomol's'k – Dinamo Kiev 0 – 6 (6)